# Rue des Rondeaux
La rue des Rondeaux est une voie située dans le 20e arrondissement de Paris.

## Origine du nom
Cette voie porte le nom du lieu-dit les Rondeaux.

## Historique
C'était précédemment le « sentier du Centre des Rondeaux », plus anciennement, « sentier des Baltreux » ou « rue des Baltreux » et « chemin de ronde du Père-Lachaise ». Cette dernière partie est indiquée sur le plan cadastral de 1812. La partie en impasse a été ouverte par la ville de Paris.

## Bâtiments remarquables et lieux de mémoire
- Cimetière de l'Est (dit aussi cimetière du Père-Lachaise) : portail d'entrée ; chapelle ; mur des Fédérés ; monument aux morts de Bartholomé ; monuments funéraires suivants : monument d'Héloïse et Abélard, monument de Molière et La Fontaine, monument de Montanier dit Delille, tombe Cartelier-Heim et monument de Landry dit tombe du Dragon.